# Socorro (Goa)
Socorro (Serula) é uma vila no distrito de Goa Norte, no estado indiano de Goa.

## Demografia
Segundo o censo de 2001, Socorro (Serula) tinha uma população de 10 171 habitantes. Os indivíduos do sexo masculino constituem 51% da população e os do sexo feminino 49%. Socorro (Serula) tem uma taxa de literacia de 78%, superior à média nacional de 59,5%: a literacia no sexo masculino é de 81% e no sexo feminino é de 74%. Em Socorro (Serula), 11% da população está abaixo dos 6 anos de idade.